# Infinite (Stratovarius)
Infinite è l'ottavo album della band power metal finlandese Stratovarius.

## Tracce
Tutti i brani scritti e composti da Timo Tolkki, ad eccezione di Glory of the World (testo e musica di Jens Johansson) e Hunting High and Low (testo di Timo Kotipelto).
1. Hunting High and Low – 4:08
2. Millennium – 4:09
3. Mother Gaia – 8:18
4. Phoenix – 6:13
5. Glory of the World – 4:53
6. A Million Light Years Away – 5:19
7. Freedom – 5:03
8. Infinity – 9:22
9. Celestial Dream – 2:31

### Tracce Bonus
1. What Can I Say? (Giappone)
2. Why Are We Here - 4:43 (box set)
3. It's a Mystery - 4:03 (box set)
4. Keep The Flame - 2:47 (Francia)
5. Phoenix (demo) (Francia)

## Formazione
- Timo Kotipelto - voce
- Timo Tolkki - chitarra
- Jens Johansson - tastiera
- Jari Kainulainen - basso
- Jörg Michael - batteria